# Tessamoro
Tessamoro pallidus es una especie de araña araneomorfa de la familia Linyphiidae. Es el único miembro del género monotípico Tessamoro.

## Distribución
Se encuentra en Rusia, en la isla de Sajalín.